# Úderník (voják)
Úderník je člen elitní úderné jednotky, která je nasazena v čele ofenzivy či protiútoku. Pojem úderník a úderné jednotky se poprvé používá pro elitní útočné jednotky v první světové válce, kdy během zákopové války museli vojáci v čele útoků prokazovat vysokou míru iniciativy a odvahy.

## Německé úderné jednotky v první světové válce
Během války se v německých ozbrojených silách postupně vytvořila propast mezi vojáky zocelenými v bitvách a frontovými nováčky (záložníky nebo mladými odvedenci). Nejlepší vojáci byli proto seskupeni do elitních formací úderných jednotek (Sturmtruppen) a nasazováni v čele protiútoků a ofenziv. Pojem je vysledovatelný až k útočnému oddílu vytvořenému v březnu 1915 Willym Rohrem, kapitánem pruských gardových střelců. Během let 1916 a 1917 se úderné prapory staly běžnými, spolu s menšími údernými družstvy u běžných pěších pluků. Od úderné jednotky se očekávalo, že postupem na základě vlastní iniciativy prorazí nepřátelským zákopovým systémem, aniž by byla zastavena. Úderné jednotky měly nevyhnutelně těžké ztráty, takže německá armáda přicházela zejména o své nejlepší a nejzkušenější vojáky.
Památka úderných jednotek byla později překroucena nacistickou stranou při hledání válečnického mýtu, který měl ospravedlnit agresivní militarismus.

## Českoslovenští úderníci v Rusku
První údernický kurz u československých legií v Rusku začal 28. října 1917 pod vedením podkapitána Theodora Dvořáka. Dalšími postavami úderníků byli praporčík Jan Švec a podporučík Antonín Halbich, který v rakousko-uherské armádě sloužil v Jagdkompanii (průzkumná skupina), které se často podle německého vzoru přeměňovaly právě na úderné jednotky (Sturmtruppen nebo taky Stosstruppen), a jejich výcvik také absolvoval. Kurz skončil na konci prosince. Mezi úderníky byli přijímáni dobrovolníci – pouze svobodní, do 26 let věku, naprosto tělesně zdatní a zdraví. Úderníci nebyli připravováni pouze po stránce tělesné a bojové, ale absolvovali také přednášky např. z české historie, práva a národohospodářství. Šlo o skutečnou elitu.

## Nacistické úderné oddíly
Většina německých úderníků z první světové války zaujala v důsledku svých otřesných zkušeností protiválečný postoj. Avšak hlasitá menšina oživila zákopové kamarádství v nacionalistických paramilitárních organizacích. Ty položily základ nechvalně proslulým úderným oddílům (Sturmabteilung) známým pod zkratkou SA.